# Liliana Heer
Liliana Heer (Esperanza, 1943) es una escritora, psicoanalista y crítica literaria argentina, nacida en Esperanza, Provincia de Santa Fe, en 1943. 

## Carrera
En 1963 se recibe de psicoanalista en la Universidad Nacional del Litoral, y recibe una beca de investigación científica de dos años. Es a partir de esta beca que se interesa por las características ficcionales de los testimonios y crónicas de sus pacientes psiquiátricos.
En 1967 es nombrada Profesora Asistente en la Universidad de Belgrano, en donde dictará hasta 1969 cursos introductorios a la psicología.
Desde 1968 hasta 1979, está a cargo de la clase de métodos de investigación en la Universidad Nacional de Buenos Aires. Paralelamente dirige un grupo de Drama Psicoanalítico en el Centro de Estudios Pueyrredón.
En 1993 es aceptada como miembro activo de la Escuela Internacional de Estudios Lacanianos.
Entre 2001 y 2003 fue Secretaria General de la Sociedad de Escritoras y Escritores de la Argentina (SEA).
Además dictó numerosas conferencias sobre psicoanálisis, y realizó variadas críticas de autores argentinos. Las mismas fueron presentadas en Europa y Estados Unidos.

## Obra
- 1980 "Dejarse llevar" (relatos).
- 1984 "Bloyd" (novela).
- 1988 "Ángeles de vidrio" (novela).
- 1988 "La tercera mitad" (novela).
- 1992 "Giacomo – El texto secreto de Joyce" (ensayo).
- 1995 "Frescos de amor" (novela).
- 1997 "Verano rojo" (novela).
- 2003 "Repetir la cacería" (novela).
- 2004 "Pretexto Mozart" (novela).
- 2006 "Ex criaturas profanas" (relatos).
- 2007 "Neón" (novela).
- 2010 "El sol después" (novela).
- 2011 "Hamlet & Hamlet" (novela).
- 2014 "Macedonio. Para empezar aplaudiendo" (pieza teatral con 256 prólogos).
- 2016 "Diario de viaje de Pretty Jane" (poema extenso en coautoría con Guillermo Saavedra).
- 2018 "Capone en Septiembre" (poema teatral).
- 2020 "amor aleja" (poema en coautoría con Guillermo Saavedra).
- 2020 "Tijeras" (metaficción).
- 2023 "Hamlet, prestame la bufanda" (poema teatral).

## Premios
- 1984 Premio "Boris Vian", por "Bloyd".